# Anam Imo
Anam Imo (nacida el 30 de noviembre de 2000) es una futbolista nigeriana que actualmente juega para el FC Rosengard en el Damallsvenskan . También representa a los equipos de fútbol nacionales y sub-20 de Nigeria. 

## Carrera

### Carrera en club
En marzo de 2016, Imo marcó el único gol para las Nasarawa Amazons en su derrota ante el equipo nigeriano sub-17, en la preparación para la Copa Mundial Femenina Sub-17 de la FIFA 2016 .

### Internacional
Imo fue una de las jugadoras invitadas al equipo nigeriano para los Juegos Africanos de 2015 por el entrenador en jefe, Christopher Danjuma . Durante el campamento, marcó varios goles para el equipo. Antes de la Copa Africana de Naciones de África 2016, Imo estaba en el equipo provisional de 30 mujeres de Florence Omagbemi, pero no llegó al equipo final de 23 jugadoras. A nivel de sub-20, Imo fue fundamental en la calificación de Nigeria para la Copa Mundial Femenina Sub-20 de la FIFA 2018, anotando en ambas etapas del juego de clasificación final contra Sudáfrica.
Fue nombrada en la lista final del equipo por el entrenador Thomas Dennerby para la Copa Femenina WAFU 2018 . En el torneo, marcó un gol contra el equipo femenino de Togo en el último equipo de grupo. En abril de 2018, Imo estaba en la alineación titular en la derrota de Nigeria frente Francia en un partido amistoso en Le Mans.

## Elogios
- Premios de la Federación de Fútbol de Nigeria 2018 - Joven Jugadora del Año (nominada)[11]